# Ерік Гей
Ерік Гей (фр. Erik Guay, 5 серпня 1981) — канадський гірськолижник, чемпіон світу.

## Життєпис
Ерік Гей розпочав заняття гірськолижним спортом у 5 років, починаючи з 12, він став займатися спортом професійно під керівництвом батька, тренера гірськолижників. Ерік спеціалізується в основному на швидкісних дисциплінах. Він виграв малий кришталевий глобус Кубка світу 2010 в супергігантському слаломі.
На чемпіонаті світу з 2011 Гей здобув звання чемпіона завдяки перемозі в змаганнях із швидкісного спуску.